# Menhir de Rhun
Le menhir du Rhun, appelé aussi menhir du Presbytère, est un menhir situé à Plouhinec dans le département français du Morbihan.

## Description
Le menhir est constitué d'un bloc en granite de forme triangulaire. Il mesure 3 m de hauteur pour une section à la base de 4 m de large sur 0,80 à 1 m d'épaisseur.